# The Perfidy of Mary
The Perfidy of Mary è un cortometraggio muto del 1913 diretto da David W. Griffith.

## Produzione
Il film fu prodotto dalla Biograph Company.

## Distribuzione
Distribuito dalla General Film Company, il film - un cortometraggio in una bobina - uscì nelle sale cinematografiche statunitensi il 5 aprile 1913. Copia della pellicola viene conservata negli archivi del Museum of Modern Art.